# Castillo de Peña

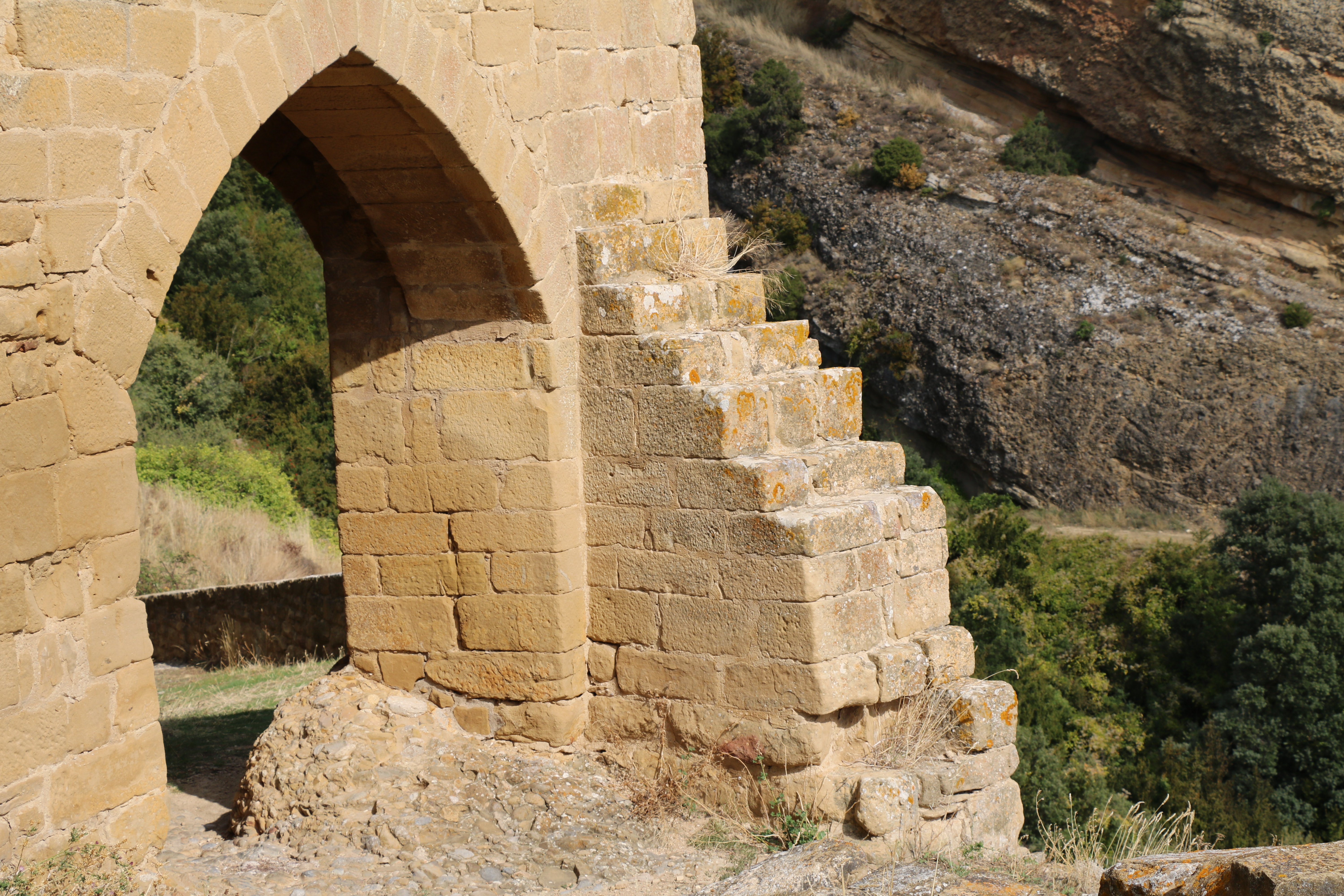
Arco junto a la iglesia de San Martín, en Peña.

El castillo y villa de la Peña son unas ruinas de un castillo medieval de Navarra (España) situado en el despoblado de Peña (Navarra) en el municipio de Javier. En lo alto de la Sierra de Peña, de 1.062 m de altura, se encuentra en la base de un triángulo imaginario formado por Sos del Rey Católico, Cáseda y Sangüesa, en el límite con Zaragoza.
Es un escarpado cerro de rocas de fuerte pendiente que albergaba un imponente castillo. Toda la superficie de la villa estaba amurallada y el castillo contaba con dos torreones defensivos.
Este despoblado de Peña está abandonado desde los años cincuenta, quedando la ruina de alguna casa y la iglesia que ha sido restaurada, además de restos de uno de los torreones del castillo.